# دیوید سکت
دیوید سَـکِـت (انگلیسی: David Sackett؛ ۱۷ نوامبر ۱۹۳۴ – ۱۳ مهٔ ۲۰۱۵) یک پزشک برجستهٔ کانادایی-آمریکایی بود.
او پزشکی را در دانشگاه ایلینوی در اربانا-شمپین فرا گرفت و سپس در رشتهٔ همه‌گیرشناسی از دانشگاه هاروارد فوق‌لیسانس دریافت داشت.
دیوید سَـکِـت یکی از پیشگامان مهم پزشکی بر پایه شواهد بود و او را یکی از پدران این روش پزشکی می‌دانند. وی نخستین دپارتمان همه‌گیرشناسی را در کشور کانادا در دانشگاه مک‌مستر بنیان نهاد. کتاب مشهور او «همه‌گیرشناسی بالینی و پزشکی مبتنی بر شواهد» نام دارد.
یکی از نقل‌قول‌های مشهور وی چنین است:
«نیمی از آنچه در دانشکده‌های پزشکی می‌آموزید، کاملاً غلط است.»